# (153591) 2001 SN263
(153591) 2001 SN263 est un astéroïde Amor découvert par le projet LINEAR en 2001. En 2008, des chercheurs utilisant le radar planétaire de l'observatoire d'Arecibo ont découvert deux satellites en orbite autour de l'astéroïde, quand ce dernier se rapprocha fortement de la Terre à 0,066 ua (environ 10 millions de kilomètres). Le corps principal est appelé officieusement Alpha et est de forme sphéroïde, avec des axes principaux de 2,8 ± 0,1 km, 2,7 ± 0,1 km et 2,5 ± 0,2 km et une masse volumique d'environ 1 300 ± 600  kg/m3. Les satellites, formellement désignés S/2008 (153591) 1 et S/2008 (153591) 2 et appelés officieusement Beta et Gamma, sont de taille plus petite : le diamètre de Beta est de 1,1 km et celui de Gamma 0,4 km.
Les deux seuls autres astéroïdes triples identifiés de manière formelle parmi la population des astéroïdes géocroiseurs sont (136617) 1994 CC, dont le caractère triple fut découvert en 2009, et (3122) Florence.

## Désignations et nom
À la suite de sa découverte, le Centre des planètes mineures a attribué à cet astéroïde la désignation provisoire 2001 SN263. L'astéroïde a ensuite reçu sa désignation permanente (numéro) le 2 avril 2007. À ce jour (octobre 2020), ni cet astéroïde ni ses deux satellites n'ont reçu de nom. Dans la littérature scientifique, les trois composantes du système sont généralement nommées officieusement « Alpha », « Beta » et « Gamma », même si ces appellations ne sont pas reconnues par l'Union astronomique internationale,.

## Caractéristiques orbitales des satellites
Les caractéristiques orbitales des satellites sont fournies dans le tableau ci-dessous. Les plans orbitaux des deux satellites sont inclinés l'un par rapport à l'autre, d'un angle d'environ 14 degrés. Une si forte inclinaison est l'indice d'évènements perturbateurs antérieurs (par exemple, une approche serrée d'une planète tellurique ou la traversée d'une résonance de moyen mouvement) qui auraient pu perturber leurs orbites d'une configuration coplanaire à une configuration inclinée.
| Nom             | Masse [kg] | Demi-grand axe [km] | Période orbitale [jours] | Excentricité |
| --------------- | ---------- | ------------------- | ------------------------ | ------------ |
| Gamma (interne) | ~10 × 1010 | 3,8                 | 0,686                    | 0,016        |
| Beta (externe)  | ~24 × 1010 | 16,6                | 6,225                    | 0,015        |

## Exploration
Ce système est la cible prévue de la mission brésilienne ASTER (en).